# Mr. Freeman
Mr. Freeman – rosyjski serial animowany biorący nazwę od imienia głównego bohatera. Premiera serialu miała miejsce 21 września 2009 na serwisie YouTube na kanale użytkownika MrFreeMan0, zyskując ogromną popularność wśród rosyjskich internautów. Ma on głównie formę monologu, w którym główny bohater krytykuje styl życia współczesnego człowieka. Dotychczas opublikowano 19 odcinków. Całkowita liczba wyświetleń przekracza 35 milionów.
Pięć pierwszych odcinków było dubbingowanych przez rosyjskiego aktora Wadima Diemczoga. Po przerwie trwającej do publikacji odcinka „Me?”, Diemczog ponownie udziela głosu w serialu.
Serial zawiera wiele symboli i zagadek. Na przykład w pojedynczych klatkach autor ukrywa obrazy będące częścią większej układanki. Każdy odcinek posiada swój numer, jednak nie jest to numeracja chronologiczna.

## Lista odcinków
| Numer | Data                 | Oryginalny tytuł                                                                                                  | Przetłumaczony tytuł                                                                                            | Dostępne tłumaczenia                    | Odnośnik                    |
| ----- | -------------------- | --- | --- | --------------------------------------- | --------------------------- |
| 0     | 21 września 2009     | А ты уверен в том, кто ты такой, и что ты существуешь?                                                            | Czy jesteś pewien kim jesteś i że istniejesz?                                                                   | angielski, niemiecki, grecki, hebrajski | Część 0 w serwisie YouTube  |
| 64    | 6 października 2009  | Где угодно и когда угодно...                                                                                      | Gdziekolwiek i kiedykolwiek...                                                                                  | angielski, grecki, hebrajski            | Część 64 w serwisie YouTube |
| 63    | 21 października 2009 | Ты слишком блондин!                                                                                               | Masz za bardzo blond włosy!                                                                                     | angielski, grecki, hebrajski            | Część 63 w serwisie YouTube |
| 3     | 17 listopada 2009    | Продамся дорого                                                                                                   | Sprzedam się drogo                                                                                              | angielski, grecki, hebrajski            | Część 3 w serwisie YouTube  |
| 4     | 20 grudnia 2009      | «Плодитесь, коровы, жизнь коротка» © ГГМ                                                                          | “Być owocnym, krowy, życie jest krótkie” © GGM                                                                  | angielski, grecki, hebrajski            | Część 4 w serwisie YouTube  |
| 5     | 30 grudnia 2009      | Новый год? | Nowy Rok? | angielski, grecki, hebrajski            | Część 5 w serwisie YouTube  |
| 6     | 15 lutego 2010       | Местоимение Я пишется с большой буквы!                                                                            | “Ja” pisane wielką literą!                                                                                      | angielski, grecki, hebrajski            | Część 6 w serwisie YouTube  |
| 58    | 27 lutego 2010       | Что стало с твоей мечтой?                                                                                         | Co się stało z twoimi marzeniami?                                                                               | angielski, grecki, hebrajski            | Część 58 w serwisie YouTube |
| 57    | 22 marca 2010        | Что из себя представляют твои знания?                                                                             | Jaka jest twoja wiedza?                                                                                         | angielski, grecki, hebrajski            | Część 57 w serwisie YouTube |
| 49    | 30 marca 2010        | Глубокое погружение. Итак, начнем...                                                                              | Głębokie zanurzenie. Zacznijmy...                                                                               | angielski, grecki, hebrajski            | Część 49 w serwisie YouTube |
| 24    | 7 lipca 2010         | Что есть ваш бог?                                                                                                 | Jaki jest twój bóg?                                                                                             | angielski, grecki, hebrajski            | Część 24 w serwisie YouTube |
| 32    | 20 września 2010     | Раз в тысячу лет                                                                                                  | Raz na tysiąc lat                                                                                               | angielski, grecki, hebrajski            | Część 32 w serwisie YouTube |
| 40    | 11 stycznia 2011     | Здравствуй, социальная шизофрения!                                                                                | Witaj w społecznej schizofrenii!                                                                                | angielski, hebrajski                    | Część 40 w serwisie YouTube |
| 48    | 31 stycznia 2011     | Я? | Ja? | angielski, hebrajski                    | Część 48 w serwisie YouTube |
| 9     | 28 czerwca 2011      | И чо? | I co? | angielski, grecki, hebrajski            | Część 9 w serwisie YouTube  |
| 1     | 11 października 2011 | Открытое письмо Президенту                                                                                        | List otwarty do Prezydenta                                                                                      | brak                                    | Część 1 w serwisie YouTube  |
| 2     | 10 listopada 2011    | А ты игрок? | Jesteś graczem?                                                                                                 | hebrajski                               | Część 2 w serwisie YouTube  |
| 62    | 6 marca 2012         | Обратного пути уже нет!                                                                                           | Tam nie ma odwrotu!                                                                                             | angielski, grecki, hebrajski            | Część 62 w serwisie YouTube |
| 61    | 16 sierpnia 2012     | Мантра: Чёрный Бог и Белый Бог                                                                                    | Mantra: Czarny Bóg i Biały Bóg                                                                                  | angielski, grecki, hebrajski            | Część 61 w serwisie YouTube |
| 60    | 3 czerwca 2014       | Радуйся, мужичок! Раньше ты деньги менял на золото, а теперь ты их будешь менять на... покупательную способность! | Ciesz się, człowieczku! Dawniej wymieniano pieniądze na złoto, teraz będziesz je wymieniać na... siłę nabywczą! | angielski, grecki                       | Część 60 w serwisie YouTube |